# 저스틴 베이트먼
저스틴 베이트먼(Justine Bateman, 1966년 2월 19일 ~ )은 미국의 작가, 감독, 프로듀서, 전직 배우이다.

## 출연 작품
- 공포의 룸메이트